# 皮里塔河

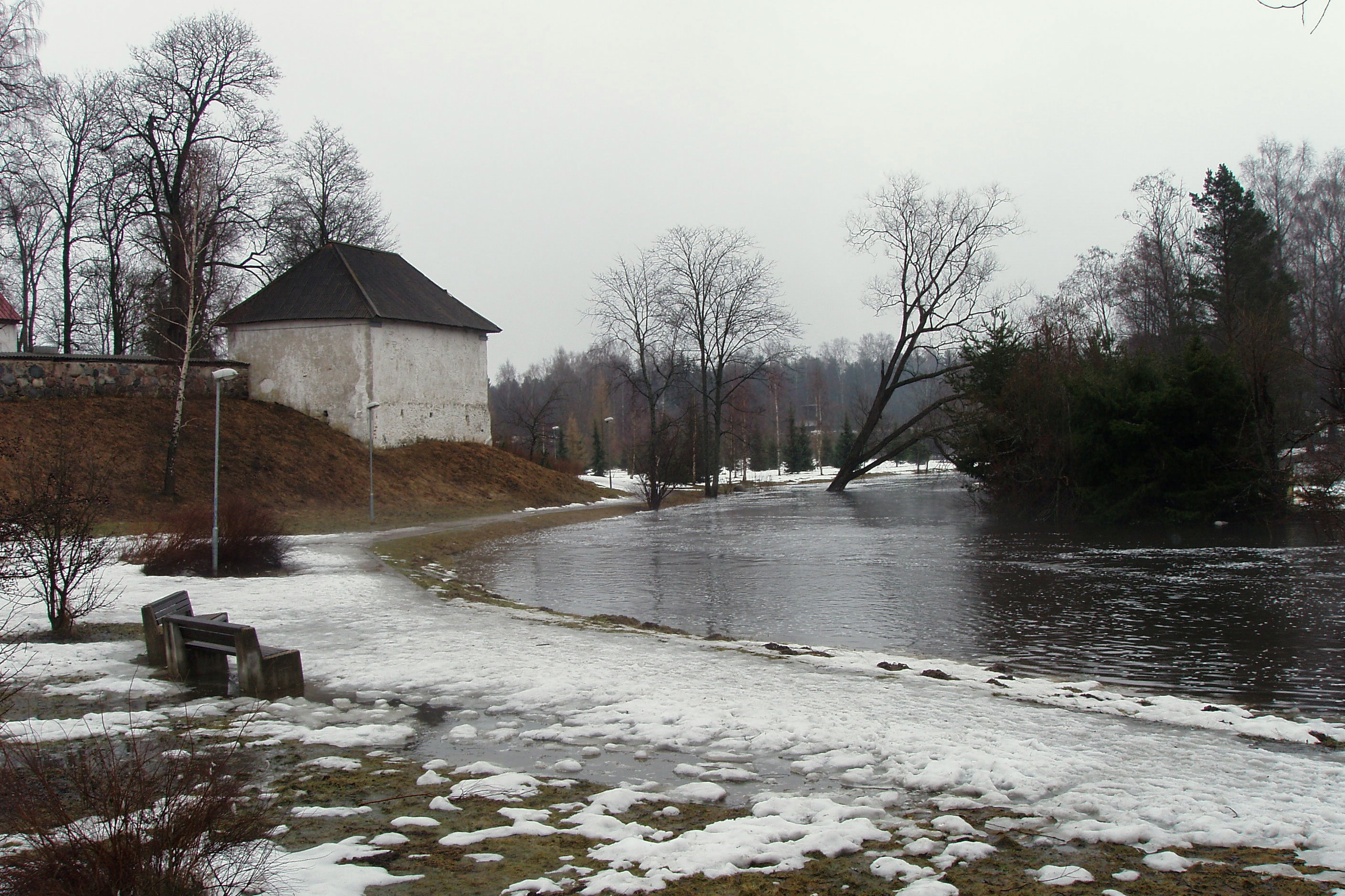
皮里塔河

皮里塔河是愛沙尼亞的河流，位於該國北部，由哈爾尤縣負責管轄，河道全長105公里，流域面積799平方公里，流量每秒7至8立方米，最終注入波羅的海芬蘭灣。